# Gdzie byłeś, gdy zgasły światła?
Gdzie byłeś, gdy zgasły światła? (ang. Where Were You When the Lights Went Out?) – amerykański film komediowy z 1968 roku w reżyserii Hy Averbacka. Adaptacja francuskiej sztuki Monsieur Masure z 1956 roku autorstwa Claude’a Magniera. Zdjęcia kręcono w Nowym Jorku.
Film nawiązuje do autentycznego zdarzenia, jakim była awaria prądu w Nowym Jorku 9 listopada 1965 roku. W jej wyniku całe miasto pogrążyło się w ciemności.

## Fabuła
Film opowiada historię grupy ludzi, których losy splatają się w nocy z 9 na 10 listopada 1965 roku. Wzięta aktorka Margaret Garrison i jej mąż Peter udzielają wywiadu dziennikarce Lane. Margaret jest zmuszona ich opuścić, gdyż tego dnia ma zagrać ważną rolę. Jednak nieoczekiwana awaria prądu w całym mieście sprawia, że spektakl zostaje odwołany. Margaret wraca do domu i zastaje męża w łóżku z dziennikarką. Wściekła opuszcza mieszkanie i udaje się do swojego domu w Connecticut, by tam odpocząć. W tym samym czasie młody bankier, Waldo Zane, po dokonaniu rabunku w swojej firmie na Manhattanie ucieka także do Connecticut. Zmęczony całonocną wędrówką przez pogrążone w mroku miasto, włamuje się do domu Garrisonów, by się tam przespać. W tym samym czasie w łóżku kładzie się spać równie zmęczona Margaret, nieświadoma jego obecności. Kiedy oboje budzą się rano, nie są pewni, czy nie robili razem czegoś więcej. W tym samym czasie w domku zjawia się szukający żony Peter i zastaje ją w łóżku z mężczyzną.

## Obsada
- Robert Morse - Waldo Zane
- Doris Day - Margaret Garrison
- Patrick O’Neal - Peter Garrison
- Lola Albright - dziennikarka Roberta Lane
- Terry Thomas - reżyser Ladislau Walichek
- Ben Blue - mężczyzna z brzytwą